# Bramberk
Bramberk je 21 metrů vysoká kamenná rozhledna na 787 m vysokém stejnojmenném postranním vrcholu kopce Krásný v maxovském hřebeni Jizerských hor.
První, dřevěnou rozhlednu otevřela 4. srpna 1889 lučanská sekce Horského spolku. Nedaleko této třípatrové, 16 metrů vysoké věže byla roku 1892 přistavěna chata, která zde stojí dodnes. Věž však bývala kvůli špatnému počasí a nedostatku financí často nepřístupná. Proto se tentýž spolek rozhodl vybudovat na témže místě rozhlednu novou. Autorem projektu kamenné věže byl jablonecký stavitel Robert Hemmrich. Nová rozhledna je 21 metrů vysoká žulová věž, na jejíž ochoz ve výšce 18,5 metrů vede 96 schodů a která byla slavnostně otevřena 16. června 1912.
V červenci 2015 byla rozhledna prohlášena za kulturní památku.

## Znovuotevření
Od ledna 2008 byla rozhledna i chata na Bramberku zavřená. Majitel pozemku v okolí rozhledny rozvěsil tabulky "Vstup zakázán, soukromý pozemek". Natáhl i dráty přes veřejné turistické cesty, které vedou na vrchol. V srpnu 2010 se rozhledna opět otevřela návštěvníkům, současným nájemcem je město Lučany nad Nisou.

## Otevírací doba
Od května do září je rozhledna otevřena o víkendech, během letních prázdnin dokonce denně.
V případě nepříznivého počasí a špatné viditelnosti může být rozhledna uzavřena.